# Duck Game
Duck Game — это экшн-игра, разработанная Лэндоном Подбельски и изданная Adult Swim Games. Игра была выпущена для Ouya в 2014 году и для Microsoft Windows в 2015 году. Версия PlayStation 4 была выпущена в августе 2017 года, а версия Nintendo Switch была выпущена в мае 2019 года.

## Геймплей

### Мультиплеер
Игра предоставляет возможность вмещать в одно лобби до 8-х игроков, которые будут соревноваться на различных картах в режиме PvP. Кроме карт, оружия и возможностей предоставленных самой игрой, существуют также и фанатские модификации, которые разбавляют и улучшают геймплей.

### Одиночные аркады
В одиночном режиме игроку предлагается проходить миссии в аркадных автоматах, где он в одиночку ставит рекорды, в зависимости от скорости прохождения.

## Разработка
Duck Game создана Лэндоном Подбельски. Видеоигра была выпущена для Ouya в 2014. На запуске, была представлена только многопользовательским режимом, однако, в ноябре 2014, был добавлен режим одиночной игры. Игра была представлена для Microsoft Windows 4 июня 2015 года. К 2015 PlayStation Experience была анонсирована версия игры для PlayStation 4, с его выпуском после 23 августа 2018 года.

## Оценка
| Сводный рейтинг    | Сводный рейтинг             |
| Агрегатор          | Оценка                      |
| ------------------ | --------------------------- |
| Metacritic         | (PC) 82/100 (Switch) 83/100 |
| Иноязычные издания |                             |
| Издание            | Оценка                      |
| Destructoid        | 8,5/10                      |

Duck Game получила крайне положительные отзывы от критиков. Игра получила среднюю оценку 82 на Metacritic, основанную на шести обзорах и оценку в 83 балла для версии Switch основанную на девяти обзорах. Критики назвали мультиплеер движущей силой игры. Обзорщики сравнили игру с другими успешными 2D-файтингами.
Шон Флинт критиковал выбор названия игры, говоря, что «он не описывает абсолютно ничего, кроме того факта, что в нём могут быть утки». Несколько рецензентов жаловались на несогласующийся дизайн уровней и отсутствие увлекательной игры для одного игрока.
"Самая безумная многопользовательская игра 2015 года" — IGN.
"...не удивляйтесь, если ваши друзья начнут чаще появляться без предупреждения." — Whats Your Tag?.
"Duck Game была, без сомнения, самой странной игрой, в которую я играл в этом году. И достаточно сказать, что она застряла у меня в памяти" — The Completionist.
Летом 2018 года, благодаря уязвимости в защите Steam Web API, стало известно, что точное количество пользователей сервиса Steam, которые играли в игру хотя бы один раз, составляет 1 183 631 человек.